# Znieczulenie miejscowe
Znieczulenie miejscowe, znieczulenie przewodowe, znieczulenie regionalne – metoda blokowania odczuwania bólu ostrego lub przewlekłego polegająca na odwracalnym przerwaniu przewodnictwa nerwowego w pniach nerwowych zaopatrujących daną okolicę ciała. Znieczulenie miejscowe umożliwia bezbolesne przeprowadzenie zabiegów chirurgicznych, stomatologicznych i diagnostycznych bez narażenia pacjenta na silny ból towarzyszący tym zabiegom. Podczas takiego zabiegu pacjent pozostaje świadomy (funkcje mózgu są zachowane).
Do anestezji tego typu stosuje się środki znieczulające miejscowo, opioidy oraz leki z innych grup. Rodzajami takich procedur są:
- znieczulenie nasiękowe
- znieczulenie powierzchowne
- blokady centralne
  - znieczulenie podpajęczynówkowe
  - znieczulenie zewnątrzoponowe
  - znieczulenie ogonowe
- blokady obwodowe
- blokady specjalne.